# Ипсилон² Рака
υ² Рака (32 Рака, лат. υ2 Cancri) — звезда, которая находится в созвездии Рака на расстоянии около 421 светового года от Земли. Это жёлтый гигант спектрального класса G с видимой звёздной величиной в +6,35.

## Характеристики
Масса звезды — в 2,8 раза превышает солнечную массу, радиус больше солнечного в 8,4 раза. Светимость звезды мощнее Солнца в 41 раз, температура поверхности составляет около 5050 К. Лучевая скорость довольно большая — почти 75 км/с.